# Návrat divokých koní 2016

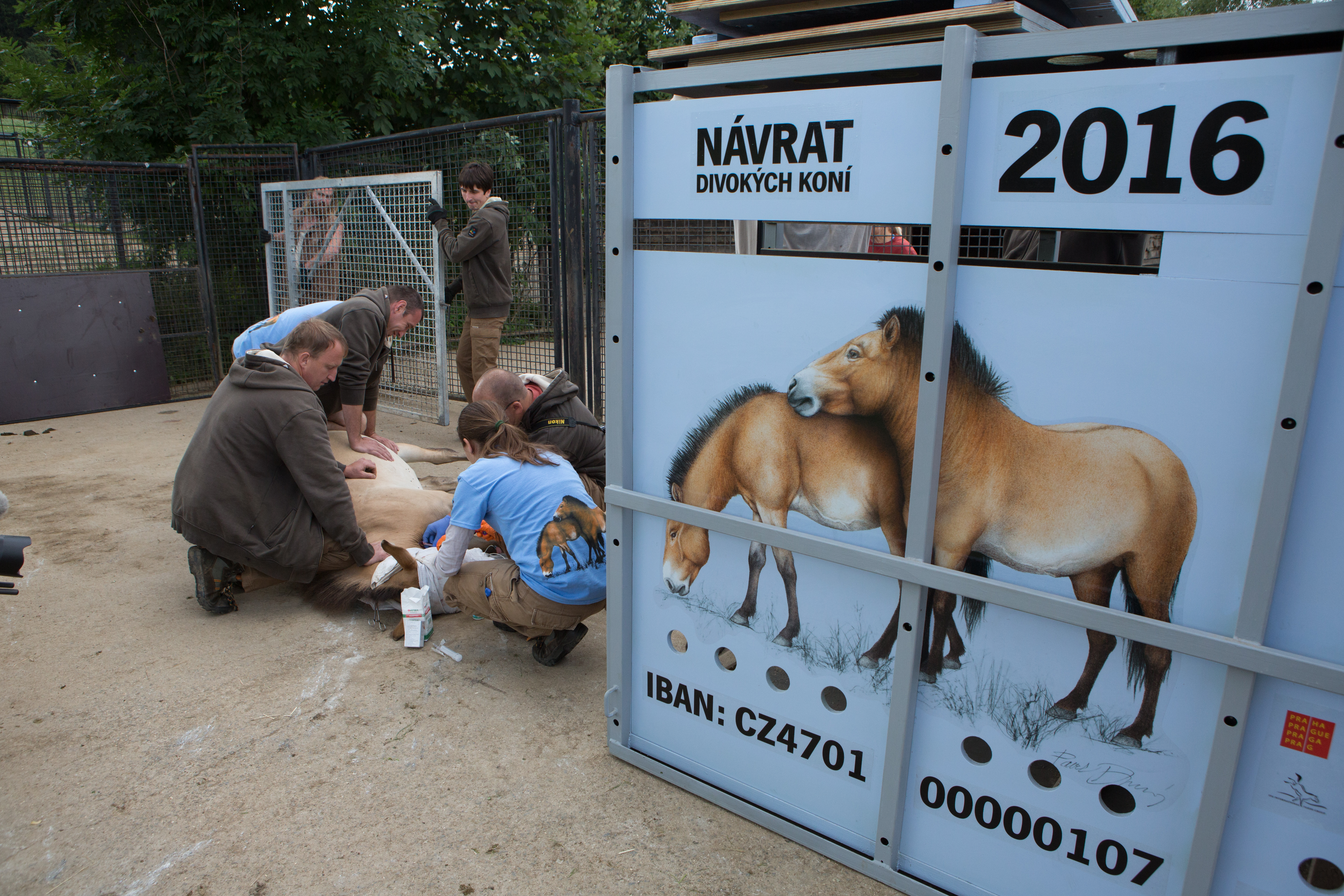
Nakládání koní v Dolním Dobřejově

Návrat divokých koní 2016 je označení pro šestý ročník projektu Návrat divokých koní, v rámci něhož v červenci 2016 uskutečnila Zoo Praha ve spolupráci s Armádou ČR v pořadí již šestý český transport koní Převalského do Mongolska, konkrétně do zvláště chráněného území Gobi B. 
Tento ročník ochranářské akce byl oproti předchozím ročníkům (2011, 2012, 2013, 2014, 2015) specifický. Poprvé se totiž nejednalo o jeden transport, ale transporty dva. Nejprve byly tradičně převezeny čtyři klisny z evropských chovů. Návazný druhý transport byl vnitrostátní a zajišťoval přesun čtyř koní z druhé významné lokality s koňmi Převalského v Mongolsku.
Cílem transportů bylo i v tomto případě genetické a početní obohacení dosavadní populace v Gobi B, tedy místu posledního známého výskytu koní Převalského před jejich zmizením z volné přírody v 60. letech 20. století. 

## Výběr koní
Na základě spolupráce s vedením evropského záchovného programu (EEP) byla vybrána zvířata, která by jako další mohla být převezena do Mongolska. Někteří koně byli k dispozici již z předchozího roku, když se nedostali do výsledné sestavy transportu. V průběhu prosince 2015 až dubna 2016 byly nově dovezeny další čtyři klisny z dánské Zoo Givskud a tří německých zařízení: Tierparku Berlin, Zoo Leipzig a Döberitzer Heide. Podovozní izolaci strávily tyto klisny v areálu vlastní Zoo Praha. Poté byly převezeny do Dolního Dobřejova, kde má pražská zoo svou chovnou a aklimatizační stanici. Tam bylo nutné vybraná zvířata podrobit v rámci třicetidenní předvývozní izolace veterinárním vyšetřením nezbytným před cestou do Mongolska. Po zvážení všech dostupných informací a zkušeností s jednotlivými zvířaty byli pro transport a repatriaci vybráni následující jedinci:

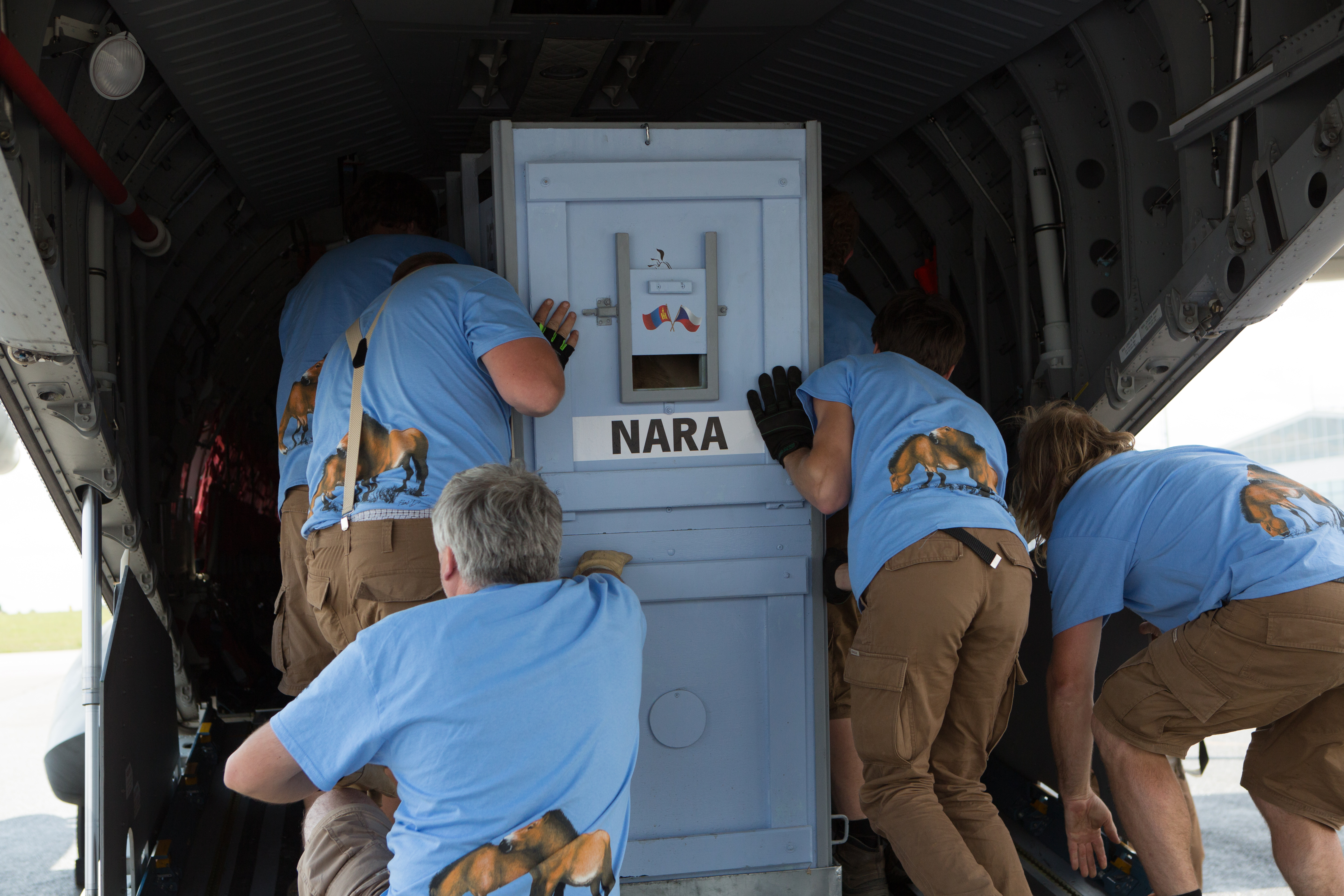
Nakládka beden s koňmi do letadla

- Heilige (klisna, narozena 4. 6. 2013, Sielmanns Naturladschaft Döberitzer Heide, Německo)
- Heia (klisna, narozena 6. 6. 2013, Sielmanns Naturladschaft Döberitzer Heide, Německo)
- Reweta (klisna, narozena 14. 5. 2013, Zoo Leipzig, Německo)
- Nara (klisna, narozena 10. 7. 2013, Cumberland Wildpark Grünau, Rakousko)

## Přípravy a realizace transportu
Stejně jako v předchozích letech (Návrat divokých koní 2011, 2012, 2013, 2014, 2015) byl použit armádní letoun CASA C-295M. Letouny CASA jsou schopné přistát na nezpevněné ploše letiště v Bulganu. Využití techniky Armády ČR zároveň zaručuje finanční udržitelnost akce. Dalším tradičním mezníkem pro možnost realizace bylo získání povolení pro přistání na bulganském letišti, které má statut domácího letiště, a tak možnost jeho využití pro účely transportu schvaluje přímo mongolská vláda. Stejně jako v předchozích letech se toto povolení podařilo získat.

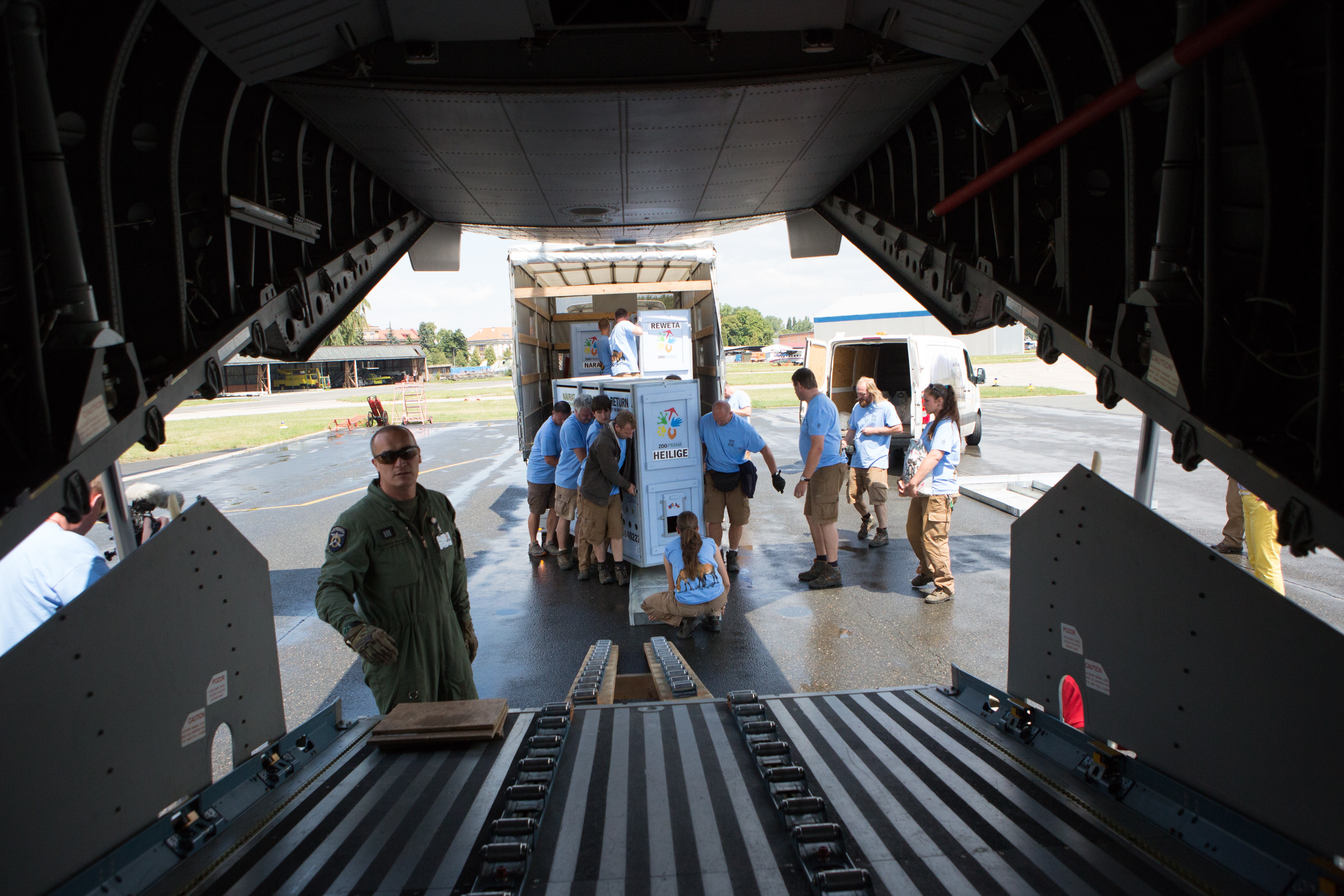
Nakládka beden s koňmi do letadla

Finančně byla akce zajištěna díky prostředkům z dlouhodobého projektu „Dvě koruny ze vstupu“, projektu Zoo Praha a jejího zřizovatele – Magistrátu hlavního města Prahy. Tradičně přispělo také Ministerstvo životního prostředí ČR a majitelé koní, kteří byli poskytnuti pro transport, byť se jej v tomto roce nezúčastnily (německé Tierpark Berlin a Kölner Zoo).
Vzhledem k rozšíření akce o vnitrostátní transport, bylo potřeba na rozdíl od předchozích let připravit vše nejen na letišti v Bulganu a v chráněné rezervaci Gobi B, ale také v národním parku Chusta Nurú, který se nachází v druhé části Mongolska. Přípravy probíhaly již od léta 2015, aby bylo dosaženo úspěchu. Zejména logistické napojení obou transportů s minimálním časovým rozdílem hrálo velkou roli. Nutné bylo také vyřešit postup pro odchycení volně žijících koní v Chusta Nurú. Bylo tak mj. jiné rozhodnuto o výstavbě odchytové ohrady na kraji parku. Vznikla v průběhu dubna a května 2016 na ploše dvou hektarů. Během jediného dne pak bylo odchyceno sedm koní (jeden hřebec a šest mladých klisen), kteří by byli vhodní pro transport. Z tohoto počtu se nakonec vlastního vnitromongolského přesunu zúčastnili čtyři jedinci.

## Průběh vlastních transportů

### Mezinárodní transport z Evropy

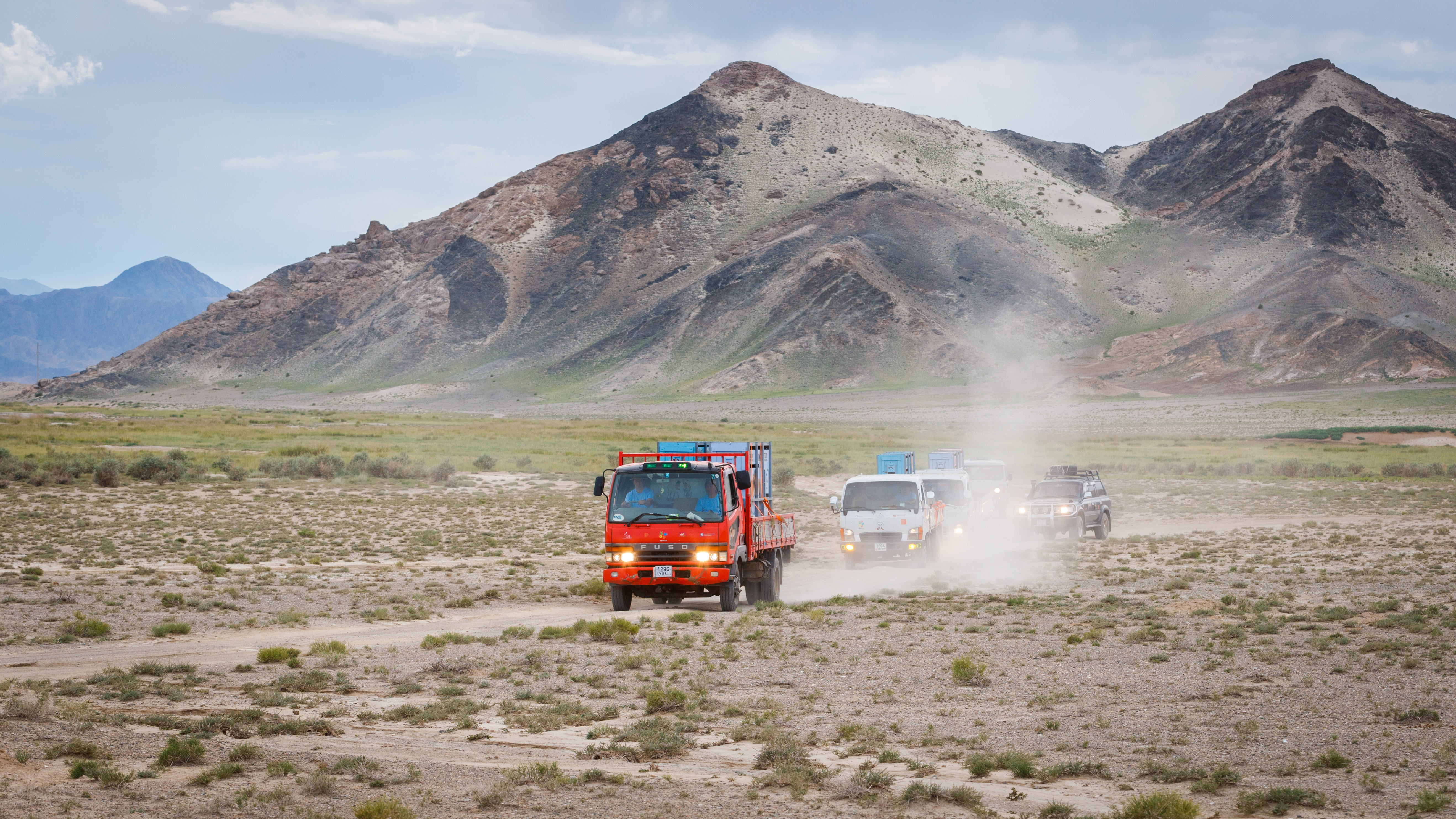
Cesta z letiště k aklimatizačním ohradám

První transport (evropsko-mongolský) probíhal od ranních hodin 16. července 2016. Po oddělení vybraných klisen a jejich imobilizaci a nakládce do transportních beden a na auta se rozjela kolona do Prahy. Kvůli uzavírce a potenciální nepříznivé dopravní situaci se koloně dostalo doprovodu Policie ČR. Z pražského Letiště Václava Havla se letoun s koňmi na palubě vznesl v 14:12, tedy přibližně šest hodin od nakládky. Stejně jako v předchozích letech byla absolvována dvě mezipřistání v ruských městech: v Kazani a v Novosibirsku. Přílet do mongolského Bulganu se uskutečnil přibližně 27 hodin od naložení první klisny v Dolním Dobřejově. To znamenalo přibližně o necelou hodinu více než v předchozím roce. Na pozemní trasu výprava vyrazila po hodině a půl, během níž byly vyřízeny veškeré formality. Po dalších více než pěti hodinách, v půl jedné v noci místního času, se začalo s vypouštěním do aklimatizační ohrady o ploše 1,7 ha. Celý transport tak trval 35 hodin.

### Vnitrostátní mongolský transport
Na tradičně pojatý transport navazoval vnitrostátní přesun z národního parku Chusta Nurú do Gobi B. K jeho počátku došlo 21. července 2016. Po dlouhodobých přípravách došlo nejprve k uspání hřebce Hustaie a následně tří klisen – Arvin, Bebe, Funny (všichni odchyceni v květnu 2016). Po nakládce přišla na řadu tříhodinová cesta na letiště. Vlastní let proběhl bez komplikací. K přistání na letišti Bulganu došlo v 18:28. Díky tomu, že se jednalo o vnitrostátní let, byla administrativa méně komplikovaná než při transportech z Evropy. Od přistání k odjezdu kolony do Gobi B bylo vše vyřízeno a připraveno za 50 minut. Po další pozemní cestě došlo k vypuštění nejprve klisen, o hodinu později i hřebce. Hřebec byl vypuštěn do aklimatizační ohrady tak, aby byl později spojen s evropskými klisnami. Naopak mongolské klisny byly spojeny s hřebcem původem z čínského Jimsaru.

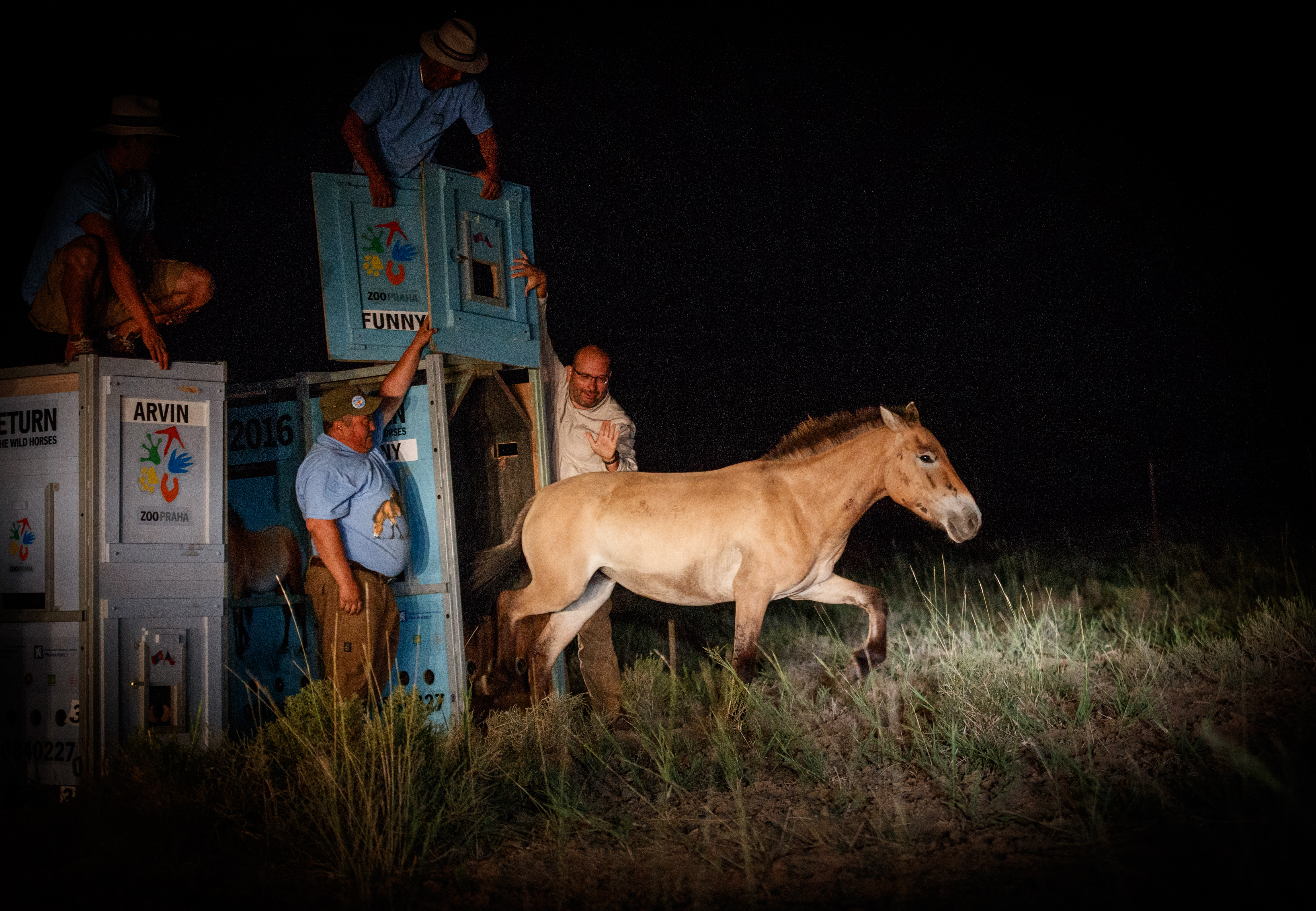
Vypouštění koní

## Zajímavosti a navazující aktivity
- Od 21. srpna 2016 proběhla v jurtě u výběhu koní Převalského v horní části Zoo Praha k výstavě fotografií z tohoto ročníku reintrodukčního projektu.[4]
- Na podzim 2016 se v Tachin Talu v Gobi B začala vrtat studna, neboť je v této lokalitě nedostatek vody. V rámci kampaně „Metr za litr“ se podařilo vybrat částku 117 100 Kč, a to za dobu 45 dní.[5]
- O tomto ročníku Návratu divokých koní byl Petrem Horkým natočen dokument Návrat do Gobi (stopáž 25 min.). V premiéře na ČT2 byl vysílán 14. 6. 2017.